# Friedrich Paschen
Friedrich Paschen (Schwerin, 22 de enero de 1865 - Potsdam, 25 de febrero de 1947) fue un físico alemán conocido por sus trabajos con descargas eléctricas. También es conocido por la Serie de Paschen, la serie de líneas espectrales del hidrógeno en la zona del infrarrojo que observó él por primera vez en 1908. Estableció la hoy ampliamente conocida Curva de Paschen en su artículo "Über die zum Funkenübergang in Luft, Wasserstoff and Kohlensäure bei verschiedenen Drücken erforderliche Potentialdifferenz".

## Semblanza
Paschen nació en Schwerin, Mecklenburg-Schwerin. De 1884 a 1888 estudió en las universidades de Berlín y Estrasburgo, después trabajó de asistente en la Universidad de Münster. Fue profesor de la Universidad de Hanover en 1893 y profesor de física en la Universidad de Tubinga en 1901. Fue presidente del Physikalisch-Technischen Reichsanstalt (Instituto físico-técnico) durante el período comprendido entre 1924 y 1933 y profesor honorario de la Universidad de Berlín en 1925. 
En 1912 estudiando con Back el efecto Zeeman, descubrió nuevos fenómenos. En 1916 verificó experimentalmente las hipótesis sobre el espectro X, deducidas por la teoría relativista del átomo.

## Eponimia
Además de los conceptos de espectrometría que llevan su nombre, aparece en:
- El cráter lunar Paschen lleva este nombre en su memoria.[2]
- El asteroide (12766) Paschen lleva este nombre en su memoria.[3]